# Берта (дъщеря на Лотар II)
Вижте пояснителната страница за други личности с името Берта.
Берта от Лотарингия (на немски: Bertha; * 863; † 8 март 925) е графиня на Арл и маркграфиня на Тоскана.

## Произход
Тя е извънбрачна дъщеря на Лотар II от Каролингите и неговата конкубина Валдрада († 9 април сл. 869).

## Фамилия
Първи брак: през 879 г. Берта с Теотбалд от Арл († между юни 887 и 895), граф на Арл, син на херцог Хугберт от род Бозониди. През 880 г. Теотбалд е тежко ранен в битка против Бозон Виенски и бяга в Прованс. Той умира между 887 и 895 г. Двамата имат децата:
- Хуго I Арлски († 10 април 947), 903 г. граф на Виен, 926 г. крал на Италия
- Бозон († сл. 936), 911/931 граф на Авиньон, 926/931 граф на Арл, 931/936 маркграф на Тоскана
- Теутберга († пр. септември 948); ∞ Варнарий (убит на 6 декември 924), 895 вицеграф на Санс, 895/896 граф на Троа.
- дъщеря († сл. 924)

Втори брак: през 895 г. (или между 890/898) с Адалберт II Богатия († 10/19 септември 915), маркграф на Тоскана (Тусция) (884 – 915) от Дом Бонифаций. Те имат децата:
- Гвидо (Видо) († 928/929), 915 – 928/929 граф и херцог на Лука и маркграф на Тоскана, 916 – 920 в Мантуа пленен; ∞ 924/925 Марозия, „senatrix et patricia Romanorum“, † 932/937 в плен
- Ламберт († 938), 928/929 – 931 граф и херцог на Лука и маркграф на Тоскана, 931 ослепен от неговия полубрат Хуго от Виен (Хуго I Арлски) (Бозониди)
- Ерменгарда († 29 февруари сл. 932); ∞ 915 Адалберт I Богатия, маркграф на Иврея, († 923) (Иврейска династия)

След смъртта на Адалберт II, Берта поема през 915 г. регентството на нейния син и наследник Гуидо.